# DIN 824
Die DIN-Norm DIN 824 des Deutschen Instituts für Normung regelt die normgerechte Ausführung des Faltens von technischen Zeichnungen auf ein besser zur Ablage geeignetes Format. Hierbei werden Zeichnungen der Formate A0, A1, A2 und A3 auf das Format A4 gefaltet. Je größer das Papierformat, desto größer die Anzahl der notwendigen Falten. Das Falten eines Blatts in A3-Format auf A4-Format geschieht ausschließlich unter Verwendung von Längsfalten. Bei Ausgangsformaten von A2 und größer müssen zusätzlich zu den Längsfalten auch Querfalten verwendet werden. Es wird unterschieden zwischen Faltungen zur Ablage in Heftern, wo ein Rand zur Lochung überstehen muss (Form A bzw. DIN 824-A), und der Faltung für eine Ablage ohne Heftung (Form C bzw. DIN 824-C). Bei allen Faltungen liegt das Schriftfeld vollständig auf der Deckseite und kann ohne Drehen oder Entfalten gelesen werden.